# Wunmi Mosaku
Oluwunmi Olapeju Mosaku, més coneguda com a Wunmi Mosaku (Zaria, Nigèria, 31 de juliol de 1986) és una actriu britànica. L'artista, d'origen nigerià, es feu famosa pel seu rol, el 2009, de Joy, a la minisèrie de la BBC Two Moses Jones. Arran d'aquella interpretació va obtenir el premi de millor actriu de minisèrie al festival de ficció de Roma. El 2016, va aparèixer a la pel·lícula Batman contra Superman: L'alba de la justícia. Es feu més famosa encara a nivell internacional el 2021 gràcies al seu rol de la Caçadora B-15 a la sèrie de Disney +: Loki, paper que ha tornat a interpretar el 2024 a Deadpool & Wolverine

## Filmografia

### Televisió
| Any  | Títol                                        | Rol                | Notes               |
| ---- | -------------------------------------------- | ------------------ | ------------------- |
| 2007 | * Sold: Episodi #1.5                         | Bombera            | ITV                 |
| 2008 | Never Better: "First Week Euphoria"          |                    | BBC Two             |
| 2008 | Doctors: "Who Do You Think You Are Kidding?" | Kelly Strathairn   | BBC One             |
| 2008 | The Bill: "Trial and Error: Part 1"          | Sophie Oduya       | ITV                 |
| 2009 | Moses Jones                                  | Joy                | BBC Two             |
| 2010 | Silent Witness                               | Charlie Gibbs      | BBC One             |
| 2010 | One Night in Emergency                       | Infermera          | BBC Scotland        |
| 2010 | Father & Son                                 | Stacey Cox         | RTÉ One             |
| 2010 | Law & Order: UK                              | Tamika Vincent     | ITV                 |
| 2011 | Vera                                         | Holly Lawson       | ITV                 |
| 2011 | 32 Brinkburn Street                          | Joy                | BBC One             |
| 2011 | The Body Farm                                | Rosa Gilbert       | BBC One             |
| 2011 | Jo                                           | Angélique Alassane |                     |
| 2013 | Dancing on the Edge                          | Carla              | BBC Two             |
| 2013 | Truckers                                     |                    | BBC One             |
| 2014 | In the Flesh                                 | Maxine Martin      | BBC Three           |
| 2015 | Don't Take My Baby                           | Belinda            | BBC Three           |
| 2015 | Capital                                      | Quentina           | BBC One             |
| 2016 | Black Mirror                                 | Katie              | Episodi: "Playtest" |
| 2016 | Damilola, Our Loved Boy                      | Gloria Taylor      | BBC One             |
| 2017 | Fearless                                     | Olivia Greenwood   | ITV                 |
| 2017 | The End of the F***ing World                 | Teri Darego        | Netflix             |
| 2018 | Kiri                                         | Vanessa Mercer     | Channel 4           |
| 2020 | Lovecraft Country                            | Ruby               | HBO                 |
| 2021 | Loki                                         | Caçadora de TVA    | Disney+             |

### Cinema
| Any  | Cinta                                   | Rol          | Director         | Notes                   |
| ---- | --------------------------------------- | ------------ | ---------------- | ----------------------- |
| 2006 | The Women of Troy                       | Helena       | Phil Hawkins     |                         |
| 2010 | Honeymooner                             | Seema        | Col Spector      |                         |
| 2010 | Womb                                    | Erica        | Benedek Fliegauf |                         |
| 2010 | I Am Slave                              | Malia        | Gabriel Range    |                         |
| 2011 | Stolen                                  | Sonia Carney | Justin Chadwick  |                         |
| 2011 | Citadel                                 | Marie        | Ciaran Foy       |                         |
| 2013 | Philomena                               | Monja        | Stephen Frears   |                         |
| 2015 | Don't Take My Baby                      | Belinda      | Ben Anthony      | Pel·lícula de televisió |
| 2016 | Batman v Superman: Dawn of Justice      | Kahina Ziri  | Zack Snyder      |                         |
| 2016 | Fantastic Beasts and Where to Find Them | Beryl        | David Yates      |                         |
| 2020 | His House                               | Rial         | Remi Weekes      | Netflix                 |